# ردسییا دل کامپو
ردسییا دل کامپو (به اسپانیایی: Redecilla del Camino) یک شهرستان در اسپانیا است.